# Министерство внутренних дел Макао
Министерство внутренних дел Макао или Секретариат внутренних дел Макао — орган исполнительной власти, ответственный за общественную безопасность и безопасность в Макао.

## Подчиненные ведомства
- Спецслужбы полиции
- Бюро по делам спецслужб
- Судебная полиция
- Унитарная полицейская служба
- Тюрьма Макао
- Пожарная охрана
- Академия государственной службы безопасности
- Таможня Макао
- Иммиграционная служба